# Cardamine multiflora
Cardamine multiflora là một loài thực vật có hoa trong họ Cải. Loài này được T.Y.Cheo & R.C.Fang mô tả khoa học đầu tiên năm 1980.